# 4535 Adamcarolla
A 4535 Adamcarolla (ideiglenes jelöléssel 1986 QV2) a Naprendszer kisbolygóövében található aszteroida. Henri Debehogne fedezte fel 1986. augusztus 28-án.